# بنو رواحة
بنو رواحة هي إحدى قبائل سلطنة عمان، التي تنحدر من قبيلة بنو عبس الغطفانية القيسية.

## بلاد بني رواحة في عمان
مقرهم في الجزء الأعلى من وادي سمايل المسمى بوادي بني رواحة وهو الجزء الذي يحتكرونه تماما، ويقع في حوزتهم الجزء الأكبر من وادي عندام ووادي محرم كله 
ويقدر الرحالة الأنجليزي لوريمر أعداد بنو رواحة بحوالي 18 ألف نسمة 
و ذكر عدد أقسام ومواطن رواحة كالتالي:
1. أولاد علي: موطنهم وادي محرم، عدد منازلهم (200).
2. أولاد عقيد: موطنهم وادي عندام، عدد منازلهم (95).
3. العوامر: موطنهم رويسة ورفيعة في وادي سمايل ووادي عندام أيضا، عدد منازلهم (200).
4. أولاد عايش: موطنهم وادي محرم، عدد منازلهم (200).
5. البهاليل: موطنهم صبارة في وادي سمايل.
6. أولاد بحيس: موطنهم صبارة، عدد منازلهم (30).
7. البكريون: موطنهم حجرة البكريين وإبراهيمية وصبارة في سمايل، عدد منازلهم (160).
8. أولاد بركات: موطنهم وادي محرم، عدد منازلهم (80).
9. أولاد حمد: موطنهم وادي محرم، عدد منازلهم (100).
10. بنو هميم: موطنهم وادي محرم، عدد منازلهم (100).
11. أولاد حرمل: موطنهم وادي عندام، عدد منازلهم (150).
12. أولاد حسن: موطنهم وادي عندام، عدد منازلهم (180).
13. بنو هاشم: موطنهم ميحال في سمايل، عدد منازلهم (60).
14. ولاد حسين: موطنهم وادي عندام، عدد منازلهم (50).
15. ولاد إبراهيم: موطنهم وادي سمايل، عدد منازلهم (60).
16. أولاد خلف: موطنهم وسد في وادي سمايل، عدد منازلهم (70).
17. ولاد خليل: موطنهم صحار وبيت ولاد الخليلي في وادي سمايل، عدد منازلهم (200).
18. ولاد خميس: موطنهم بياق في سمايل، عدد منازلهم (60).
19. ولاد مسعود: موطنهم بياق وهمامة، عدد منازلهم (80).
20. بنو نعمان: موطنهم وادي عندام، عدد منازلهم (50).
21. ولاد ناصر محمد: موطنهم ويال في سمايل، عدد منازلهم (20).
22. قرون: موطنهم صحارة في وادي سمايل، عدد منازلهم (70).
23. ولاد راشد: موطنهم حمامة، عدد منازلهم (200).
24. ولاد سعد: موطنهم حجرة ولاد سعد في سمايل ويسمون بني سعد، عدد منازلهم (100).
25. ولاد سليم: موطنهم وادي محرم، عدد منازلهم (120).
26. ولاد سليمان بن عمر: موطنهم الهبات في وادي عندام، عدد منازلهم (10).
27. أولاد وكيل: موطنهم دغال في سمايل، عدد منازلهم (140).

## أعلام ومشاهير
- زهير بن جذيمة الرواحي
- قيس بن زهير بن جذيمة الرواحي قائد في حرب داحس والغبراء.
- قرة بن حصين بن فضالة بن جذيمة الرواحي وفد على نبي الإسلام محمد وبايعه.
- أسيد بن جذيمة الرواحي.
- زنباع بن جذيمة الرواحي.
- حذيم بن جذيمة الرواحي.
- عكرشة بن أربد بن عروة الرواحي
- العباس بن جزء بن الحارث بن زهير وهو جد الوليد وسليمان بن عبدالملك بن مروان الأموي، أمهما ولادة إبنته.